# ФК Бајша
ФК Бајша је фудбалски клуб из Бајше. Основан је 2005. године, и тренутно се такмичи у Војвођанској лиги Север.

## Историја
Први фудбалски клуб у Бајши покренут је 1931. године под именом „БСК“ (Бајшански спортски клуб) да би након ослобођења добио прво име ФК „Напредак“  касније и ФК „Слога“. Назив „Слога“ је 1960. године замењен новим именом, по угледу на београдски партизан. Име клуба ФК „Бајша“ усвојено је 14. јула 2003. године, а основни разлог био је да се наше село што боље афирмише захваљујући одличним резултатима које је бележио фудбалски клуб.
Седиште фудбалског клуба „Бајша“ из истоименог места се лета 2005. године премешта у Бачку Тополу (у којој се фудбал не игра од 2002. године када је угашен бачкотополски "АИК") и преимењује у ФК "Бачка Топола" (данашњи ТСЦ) који наставња уместо њих такмичење у Војвођанској Лиги, док се у Бајши оснива нови фудбалски клуб који такмичење наставља у општинској фудбалској лиги-Бачка Топола-Мали Иђош. Исте године, као првак те лиге, улази у Подручну фудбалску лигу Суботица. Екипа Бајше прави стабилну екипу од младих играча из Бајше и Бачке Тополе са којима 2010/2011. године, на 80-ту годишњицу клуба, поново осваја прво место у првенству те лиге.

## Успеси ФК Бајша 1931-2005
- Војвођанска фудбалска лига Север
Освајач: 2003/2004.
- Подручна лига Суботица
Освајач: 2002/2003.
- Општинска лига Бачка Топола и Мали Иђош
Освајач: 1980/1981, 2000/2001.
- Југокуп Општине Бачка Топола и Мали Иђош
Освајач: 2002.